# パッキー・ノートン
パッキー・ノートン（英語: Packy Naughton, 本名：パトリック・ジョセフ・ノートン（Patrick Joseph Naughton, 1996年4月16日 - ）は、アメリカ合衆国マサチューセッツ州ボストン出身のプロ野球選手（投手）。左投右打。MLBのセントルイス・カージナルス傘下所属。

## 経歴

### プロ入り前
マサチューセッツ州ボストンのボストン・ラテン・スクールに通い、2014年に卒業した。3年生のときにトミー・ジョン手術を受けた。 2014年のMLBドラフトでは指名されず、バージニア工科大学に進学した。
バージニア工科大学での初年度である2015年、44イニング、防御率4.91、35奪三振で2勝1敗を記録した。2016年に2年生として、15試合に出場し（うち14試合が先発）、3勝7敗で防御率は6.75だった。その夏、ケープ・コッド・ベースボール・リーグのハーウィッチ・マリナーズでプレーし、リーグオールスターに選ばれた 。2017年は17試合（うち7試合が先発）、57+2⁄3イニングを投げて、防御率6.24で2勝6敗、63奪三振を記録した。

### プロ入りとレッズ傘下時代
2017年のMLBドラフト9巡目（全体257位）でシンシナティ・レッズから指名されプロ入り。プロ初年度は傘下のパイオニアリーグのルーキー級ビリングス・マスタングスでプロデビュー。 14試合（12先発）で、防御率3.15で3勝3敗、60イニングを投げて63三振を奪った。
2018年はミッドウェストリーグのA級デイトン・ドラゴンズ で、28試合に先発登板して5勝10敗、防御率4.03を記録した。
2019年にフロリダ・ステートリーグのA+級デイトナ・トーテュガスで 、オールスターゲームに選出された。その後、サザンリーグのAA級チャタヌーガ・ルックアウツに昇格した。2つのチームで28先発し、防御率3.32で157イニングで11勝12敗、131奪三振だった。

### エンゼルス時代

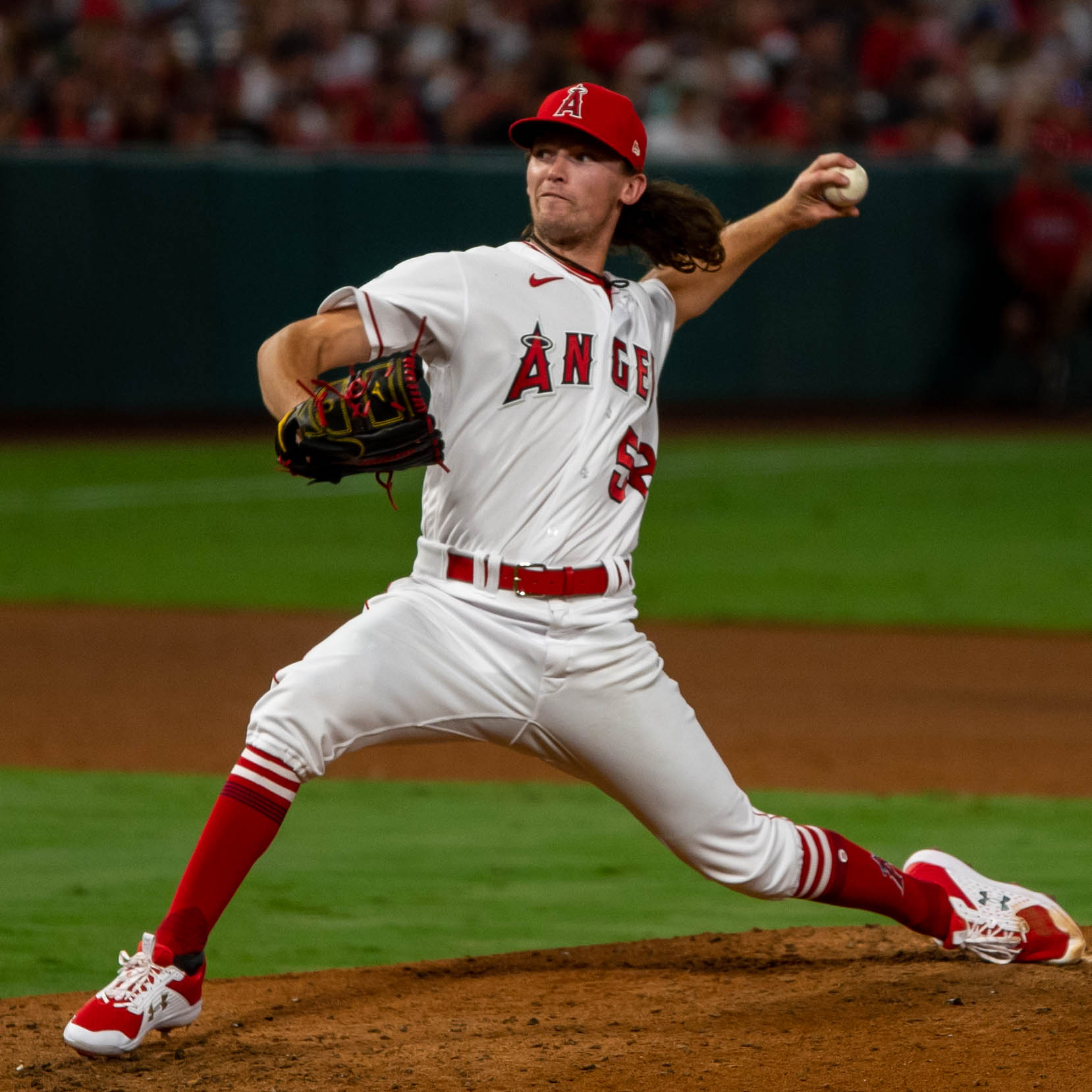
ロサンゼルス・エンゼルス時代
(2021年8月27日)

2020年8月31日にブライアン・グッドウィンとのトレードで、後日発表選手と共にロサンゼルス・エンゼルスへ移籍した。
2021年は傘下のAA級ロケットシティ・トラッシュパンダズで開幕を迎えた。1試合に先発登板をした後、AAA級ソルトレイク・ビーズに昇格した。8月4日にメジャー契約を結んでアクティブ・ロースター入りした。8月8日のロサンゼルス・ドジャース戦でメジャーデビューを果たした。この試合では1回を投げて被安打1、2四球、1失点の内容だった。この年メジャーでは7試合（先発5試合）に登板して0勝4敗、防御率6.35、12奪三振を記録した。
2022年3月18日にDFAとなった。

### カージナルス時代
2022年3月21日にウェイバー公示を経てセントルイス・カージナルスへ移籍した。
2024年は2月のスプリングトレーニングに招待選手として参加した。しかし、シーズンはケガの為全休した。

## 詳細情報

### 年度別投手成績
| 年 度    | 球 団    | 登 板 | 先 発 | 完 投 | 完 封 | 無 四 球 | 勝 利 | 敗 戦 | セ 丨 ブ | ホ 丨 ル ド | 勝 率 | 打 者 | 投 球 回 | 被 安 打 | 被 本 塁 打 | 与 四 球 | 敬 遠 | 与 死 球 | 奪 三 振 | 暴 投 | ボ 丨 ク | 失 点 | 自 責 点 | 防 御 率 | W H I P |
| -------- | -------- | ----- | ----- | ----- | ----- | -------- | ----- | ----- | -------- | ----------- | ----- | ----- | -------- | -------- | ----------- | -------- | ----- | -------- | -------- | ----- | -------- | ----- | -------- | -------- | ------- |
| 2021     | LAA      | 7     | 5     | 0     | 0     | 0        | 0     | 4     | 0        | 0           | .000  | 108   | 22.2     | 27       | 3           | 14       | 1     | 1        | 12       | 0     | 0        | 18    | 16       | 6.35     | 1.81    |
| 2022     | STL      | 26    | 3     | 0     | 0     | 0        | 0     | 2     | 1        | 3           | .000  | 141   | 32.0     | 39       | 3           | 7        | 1     | 1        | 31       | 1     | 0        | 17    | 17       | 4.78     | 1.44    |
| 2023     | STL      | 4     | 0     | 0     | 0     | 0        | 0     | 0     | 0        | 0           | ----  | 17    | 5.0      | 2        | 0           | 1        | 0     | 0        | 5        | 0     | 0        | 0     | 0        | 0.00     | 0.60    |
| MLB：3年 | MLB：3年 | 37    | 8     | 0     | 0     | 0        | 0     | 6     | 1        | 3           | .000  | 266   | 59.2     | 68       | 6           | 22       | 2     | 2        | 48       | 1     | 0        | 35    | 33       | 4.98     | 1.51    |

- 2024年度シーズン終了時

### 年度別打撃成績
| 年 度    | 球 団    | 試 合 | 打 席 | 打 数 | 得 点 | 安 打 | 二 塁 打 | 三 塁 打 | 本 塁 打 | 塁 打 | 打 点 | 盗 塁 | 盗 塁 死 | 犠 打 | 犠 飛 | 四 球 | 敬 遠 | 死 球 | 三 振 | 併 殺 打 | 打 率 | 出 塁 率 | 長 打 率 | O P S |
| -------- | -------- | ----- | ----- | ----- | ----- | ----- | -------- | -------- | -------- | ----- | ----- | ----- | -------- | ----- | ----- | ----- | ----- | ----- | ----- | -------- | ----- | -------- | -------- | ----- |
| 2021     | LAA      | 7     | 1     | 1     | 0     | 0     | 0        | 0        | 0        | 0     | 0     | 0     | 0        | 0     | 0     | 0     | 0     | 0     | 1     | 0        | .000  | .000     | .000     | .000  |
| MLB：1年 | MLB：1年 | 7     | 1     | 1     | 0     | 0     | 0        | 0        | 0        | 0     | 0     | 0     | 0        | 0     | 0     | 0     | 0     | 0     | 1     | 0        | .000  | .000     | .000     | .000  |

- 2024年度シーズン終了時

### 背番号
- 58（2021年）
- 70（2022年 - 2023年）